# Loděnka kaledonská
Loděnka kaledonská (Nautilus macromphalus) je mořský hlavonožec z řádu Nautilida, který se vyskytuje ve vodách v blízkosti Nové Kaledonie a severovýchodní Austrálie. Jedná se o nejmenší druh z rodu Nautilus, schránky měří v průměru asi 16 cm, u největších zaznamenaných jedinců až 18 cm.